# Slappy the Dummy
Slappy the dummy este personajul principal din cartea Night of the Living Dummy (Noaptea păpușii, editura Rao, tradus corect Noaptea păpușii vii), din seria Goosebumps și din toate continuările ei: Night of the Living Dummy I, II, și III, Slappy's Nightmare, Bride of the living dummy, Slappy's new ear (nepublicată) și din cartea anunțată pe 2008 Revenge of the living dummy.
Joacă un rol minor în cartea originală, dar devine foarte populară din următoarele. Este adesea comparată cu Chucky din seria Child's play.